# 산악긴귀박쥐
산악긴귀박쥐 또는 알프스긴귀박쥐(Plecotus macrobullaris)는 애기박쥐과에 속하는 박쥐의 일종이다. 원래는 1965년 스위스와 오스트리아에서 갈색긴귀박쥐와 회색긴귀박쥐 사이의 종간종의 하나로 처음 기술되었다. 나중에 2001년과 2002년, 프랑스와 오스트리아에서 각기 기술되었다. 알프스긴귀박쥐라는 이름에도 불구하고, 알프스산맥에서만 제한적으로 분포하지 않고 크로아티아와 보스니아 헤르체고비나 그리고 기타 지역에서도 발견된다. 갈색긴귀박쥐와 같은 다른 유럽긴귀박쥐류와는 흰색 하체 부위가 다르다.

## 먹이
먹이는 주로 나방으로 알프스 목초지를 포함한 초원과 목초지와 같은 앞이 트인 개활지에서 잡는다.